# Psilocurus puellus
Psilocurus puellus är en tvåvingeart som beskrevs av Stanley Willard Bromley 1934. Psilocurus puellus ingår i släktet Psilocurus och familjen rovflugor. Inga underarter finns listade i Catalogue of Life.